# Matthias Zender
Matthias Zender (* 20. April 1907 in Niederweis; † 20. Dezember 1993 in Bonn) war ein deutscher Volkskundler und Hochschullehrer.

## Leben und Wirken
Matthias Zender, geboren als Sohn von Maria Zender, geborene Thielen, und des Landwirts Peter Zender in Niederweis bei Bitburg, besuchte das Friedrich-Wilhelms-Gymnasium in Trier und studierte von 1926 bis 1931 in Bonn, Innsbruck und Wien. Er wurde am 20. Mai 1940 zur Wehrmacht einberufen und am 1. April 1941 zum Kriegsverwaltungsrat in Arlon (Belgien) ernannt.
Er war zum Dr. phil. promoviert worden und später Direktor des Volkskundlichen Seminars und Abteilungsleiter für rheinische Volkskunde und Professor am Institut für geschichtliche Landeskunde der Rheinlande an der Universität Bonn. Hier trat er als Katholik 1927 der katholischen Studentenverbindung W.K.St.V. Unitas-Salia bei. Sein Forschungsschwerpunkt war die Heiligenverehrung in Deutschland. Nach 1945 wurden unter der Leitung von Zender die Antwortbögen zum Atlas der deutschen Volkskunde ausgewertet.
Im Jahr 1954 habilitierte er sich in Bonn, wo er auch als Assistent am Institut für geschichtliche Landeskunde tätig und bei der Erarbeitung des Rheinischen Wörterbuchs mitwirkte. Von 1954 bis 1960 gehörte er dem Landesverwaltungsrat des Landschaftsverbandes Rheinland in Köln an. 1960 wurde er außerordentlicher und 1963 ordentlicher Professor für Deutsche Volkskunde an der Universität Bonn. Von 1965 bis 1975 war er Herausgeber des Rheinischen Jahrbuchs für Volkskunde, und zeitweilig arbeitete er zusammen mit Heinrich Dittmaier am Rheinischen Wörterbuch.
Er erhielt zahlreiche wissenschaftliche Ehrungen und Mitgliedschaften. Ihm wurde 1978 das Verdienstkreuz 1. Klasse der Bundesrepublik Deutschland und 1983 das Große Verdienstkreuz der Bundesrepublik Deutschland verliehen. Er war Comtur des päpstlichen St.-Gregorius-Ordens. Er wurde 1975 zum korrespondierenden Mitglied der Göttinger Akademie der Wissenschaften gewählt. Des Weiteren war er Ehrenmitglied der Section de linguistique am Institut Grand-Ducal in Luxemburg sowie der Königlichen Gustav-Adolfs-Akademie in Uppsala und hatte die Artur-Hazelius-Medaille vom Nordiska Museet in Stockholm erhalten.
Matthias Zender war ab 1939 mit Cläre Zender, geborene Neyses, verheiratete und hatte mit ihr die Kinder Adelheid und Wolfgang.

## Schriften
Schriftenverzeichnis
- Josef Mangold: Schriftenverzeichnis Matthias Zender (= Rheinisches Jahrbuch für Volkskunde. Beiheft 1, ISSN 0080-2697). Dümmler, Bonn 1987.

Monographien
- mit Günter Wiegelmann und Gerhard Heilfurth: Volkskunde. Eine Einführung (= Grundlagen der Germanistik. Bd. 12). E. Schmidt, Berlin 1977, ISBN 3-503-00578-1.
- Heinrich Leonard Cox, Günter Wiegelmann (Hrsg.): Matthias Zender: Gestalt und Wandel. Aufsätze zur rheinisch-westfälischen Volkskunde und Kulturraumforschung. Röhrscheid, Bonn 1977, ISBN 3-7928-0395-X.
- Räume und Schichten mittelalterlicher Heiligenverehrung in ihrer Bedeutung für die Volkskunde. Die Heiligen des mittleren Maaslandes und der Rheinlande in Kultgeschichte und Kultverbreitung. 2., erweiterte Auflage. Rheinland-Verlag u. a., Köln 1973, ISBN 3-7927-0173-1.

Schriften
- Die Verehrung des heiligen Quirinus in Kirche und Volk. Neuss 1967.
- Die Termine der Jahresfeuer in Europa. Erläuterungen zur Verbreitungskarte (= Forschungen zum Ethnologischen Atlas Europas und seiner Nachbarländer. Bd. 1). Schwartz, Göttingen 1980, ISBN 3-509-01126-0.
- Atlas der deutschen Volkskunde. Auf Grund der von 1929 bis 1935 durchgeführten Sammlungen im Auftrag der Deutschen Forschungsgemeinschaft. Elwert, Marburg 1958 ff.
- Sagen und Geschichten aus der Westeifel. 2. Auflage 1980; 3., verbesserte Auflage Bonn 1986; Neuausgabe: Geistkirch Verlag, 2013, ISBN 978-3-938889-10-7.